# Maximilien Antoine van der Noot
 (juin 2020).
Si vous disposez d'ouvrages ou d'articles de référence ou si vous connaissez des sites web de qualité traitant du thème abordé ici, merci de compléter l'article en donnant les références utiles à sa vérifiabilité et en les liant à la section « Notes et références ».
Pour les autres membres de la famille, voir Famille van der Noot.
Maximilien Antoine van der Noot est un prélat des Pays-Bas méridionaux, né le 27 décembre 1685 à Bruxelles et mort le 27 septembre 1770 à Gand.

## Biographie
Philippe Érard van der Noot est le fils de Rogier Wauthier van der Noot, seigneur de Carloo, et d'Anna Louisa van der Gracht, dame van Cortenbach. Il est le neveu de Philippe Érard van der Noot.